# Піявне-Польське
Піявне-Польське (пол. Pijawne Polskie) — село в Польщі, у гміні Новинка Августівського повіту Підляського воєводства.
Населення — 110 осіб (2011).
У 1975-1998 роках село належало до Сувальського воєводства.

## Демографія
Демографічна структура станом на 31 березня 2011 року:
|          | Загалом | Допрацездатний вік | Працездатний вік | Постпрацездатний вік |
| -------- | ------- | ------------------ | ---------------- | -------------------- |
| Чоловіки | 60      | 12                 | 40               | 8                    |
| Жінки    | 50      | 9                  | 26               | 15                   |
| Разом    | 110     | 21                 | 66               | 23                   |